# 扭角林羚
扭角林羚，又名大旋角羚、大捻角羚、大彎角羚及大扭角條紋羚，是東非及非洲南部的羚羊。由於棲息地的衰落、伐林及被獵殺，牠們也有散佈在其他地方。

## 特徵

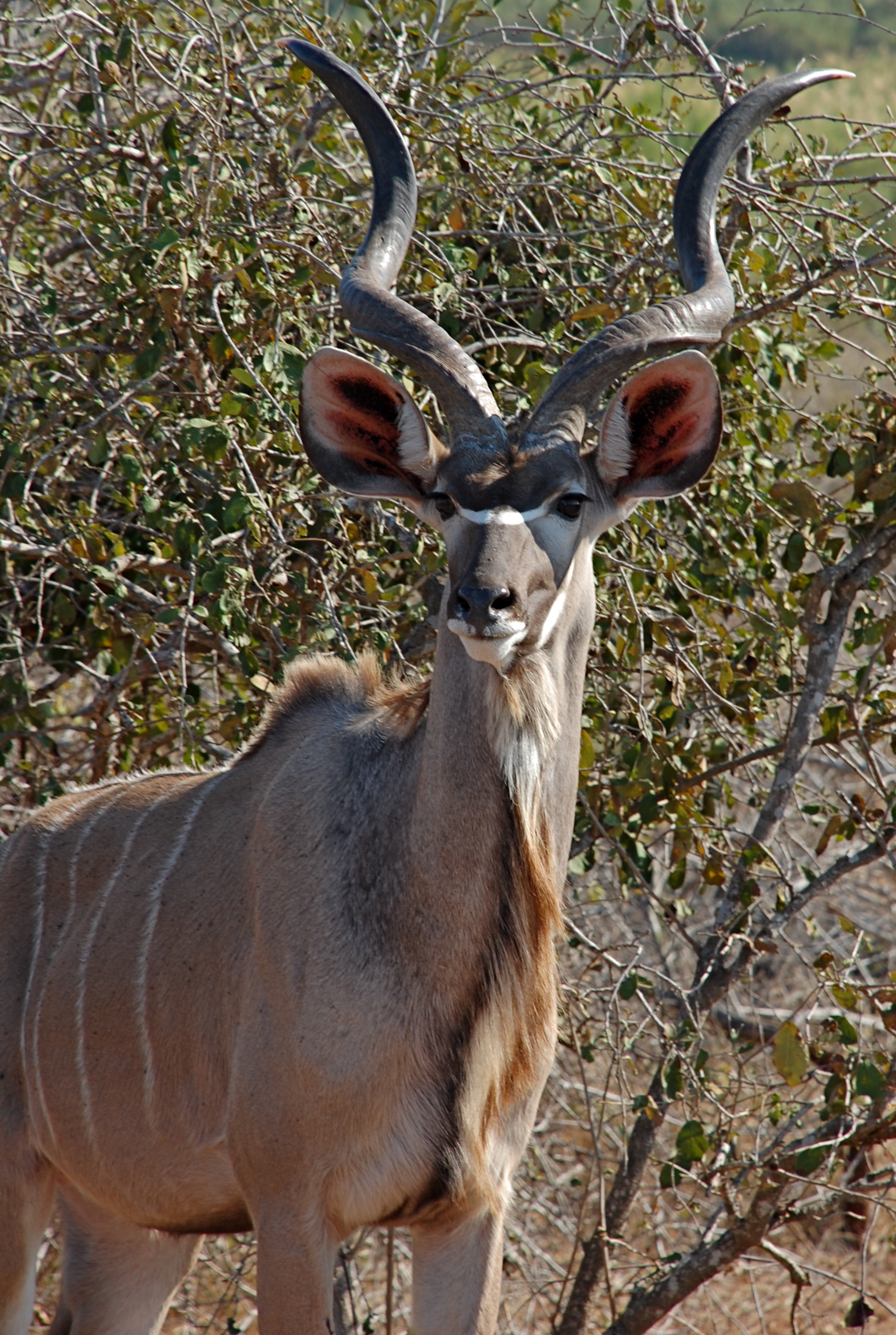
公羚。

扭角林羚的身體很窄，腳很長，毛皮呈褐色／灰藍色至赤褐色。牠們身上有4-12條白色間條。頭部較為深色，眼間有一道山形的白色斑紋。
公羚比雌羚大，發聲也較多。公羚重190-270公斤，雌羚重120-210公斤。公羚的喉嚨有大簇的鬃毛。公羚的角很大且扭曲2.5轉，全長平均達1米。公羚要待6-12個月大才會開始長角，約每2歲會扭曲一次，直至6歲才完成扭曲。雌羚沒有角。

## 亞種
扭角林羚以往認為有4個亞種，但近年卻基於毛色、斑紋數量及角的長度而只接受1-3個。
- 南部大旋角羚羊（T. s. strepsiceros）：分佈在南部，範圍由肯雅至納米比亞、博茨瓦纳及南非。
- 埃塞俄比亞大旋角羚羊（T. s. chora）：分佈在非洲東北部，由肯雅北部至蘇丹東部、索馬里及厄立特里亞西部。
- T. s. cottoni：分佈在乍得及蘇丹西部。

## 生態
扭角林羚的分佈地東至埃塞俄比亞、坦桑尼亞及肯雅，南至贊比亞、安哥拉、納米比亞、博茨瓦納、津巴布韋及南非。牠們也有被引入到美國新墨西哥州。牠們棲息在叢林、岩山、乾涸的河床，只要有足夠的水源就可以生活。牠們有時會走到平原，但一般都會避開開放的地區，避免受到掠食。牠們主要吃葉子、草、芽，有時也會吃塊根、根及果實。
日間，扭角林羚一般不怎麼活躍，會躲在林地之中。牠們會於早上及黃昏時段覓食。雖然牠們傾向留在同一地方生活，但也會在乾旱的季節遷徙到較遠的地方；尤其是在水源較缺乏的納米比亞，牠們會在很短時間就會遷徙一次。

## 掠食者
扭角林羚的掠食者包括獅子、豹及非洲野犬。雖然獵豹也會掠食牠們，但一般很難殺死成年的公羚，故多以雌羚及幼羚為目標。當群落受到攻擊時，成年的雌羚就會發出警告。牠們一般比掠食者跑得慢，所以很多都是靠在叢林中逃避。

## 社群關係
雌性扭角林羚會以6-20隻的群落與幼羚聚居，公羚則多是獨居的，有時4-8隻會組成一群。很罕有的會聚集達40隻的群落，因為這會令食物供應緊張。群落可以佔地800-1500公頃，全日約54%的時間都是在覓食。
成熟的公羚之間很多時會用角互牴，直至一方認輸為止。也有雙方的角互相纏繞，最終令雙方死去。雌羚有時會咬公羚來趕走牠們。

### 繁殖

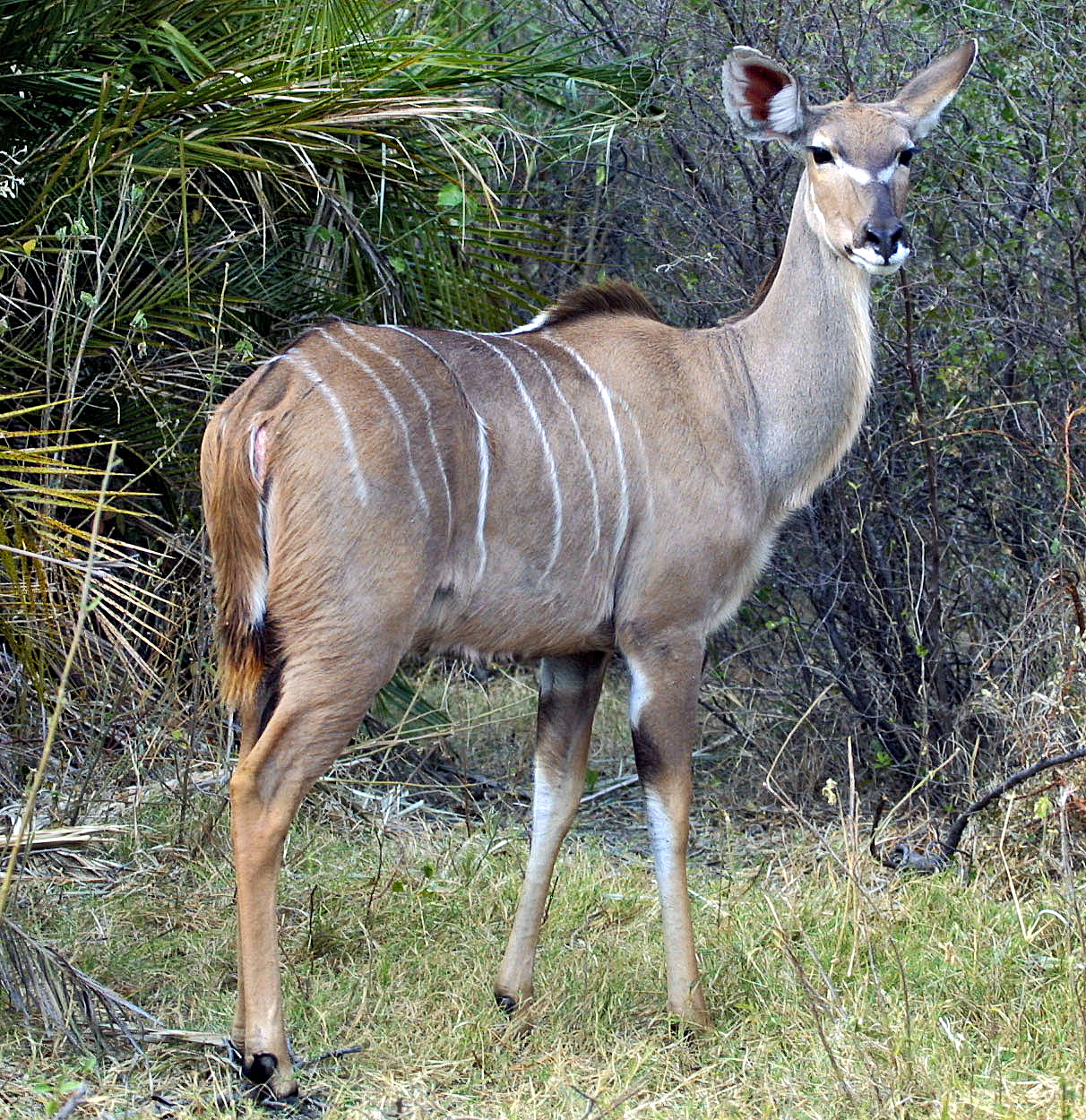
幼羚

扭角林羚1-3歲就達至性成熟。繁殖季節約是在雨季末開始。在交配前，公羚會向雌羚示愛，用頸來角力；公羚繼而會一邊發聲一邊跟在雌羚，直至雌羚讓牠們交配。妊娠期約為240日。幼羚約於2-3月在草茂盛的時間出生。

#### 育幼
扭角林羚每次會生一頭幼羚。幼羚起初會待母羚餵哺，期後會主動要求，幾個月後會變得更為主動。出生首兩周的幼羚會躲避掠食者；4-5個月時就會跟隨群落。公羚6個月就會自立，雌羚則要到1-2歲。牠們在飼養下的壽命可達20歲。

### 人類影響
扭角林羚在與人類的相互作用下有利有弊。牠們受到獵殺，其棲息地被破壞。不過，人類所開的井及灌溉工具卻讓牠們獲得食水。
扭角林羚的角一般會用來製作為羊角號，用於猶太新年的禮節。

## 外部連結
- The Nature Conservancy